# إيرين موريارتي
إيرين موريارتي (بالإنجليزية: Erin Moriarty)‏ (24 يونيو 1994) هي ممثلة أمريكية. بدأت مسيرتها الفنية في مسلسل حياة واحدة للعيش ثم الأرملة الحمراء وجيسيكا جونز وأيضاً شاركت بثلاثة حلقات من الموسم الأول في محقق فذ. لديها أيضاً أدوار في أفلام سينمائية. أعتبار من 2019 هي جزء من الطاقم الرئيسي لمسلسل الرفاق مقتبس من قصص مصورة بنفس العنوان.

## حياتها المُبكّرة
ولدت إيرين ونشأت في مدينة نيويورك. بعد التخرج من المدرسة الثانوية، أرجأت الذهاب إلى كلية الفنون.

## السيرة المهنية
الأرملة الحمراء: مسلسل جريمة عرض في عام 2012. تلعب دور ناتالي شيلر، ابنة رجل عصابات يقتله زوجها.
جيسيكا جونز: مسلسل خارق للطبيعة عرض في عام 2015. تلعب دور هوب شلوتمان، ضحية لرجل يمتلك قدرة التحكم بالعقول
محقق فذ: مسلسل كوميدي عرض في عام 2015. تلعب دور أني، ابنة المحقق الفذ وشريكته في حل الجرائم.
```
The Extraordinary Journey of th Fakir: فيلم كوميدي درامي عرض في عام 2018. تلعب دور ماري، سائحة أمريكية تقابل رجلاً هندياً يدعى أجاتاشاترو في باريس
```

الرفاق: مسلسل خارق للطبيعة عرض في عام 2019. تلعب دور آني جانيوري، المعروفة أيضاً باسم ستارلايت، إحدى الأبطال الخارقين الذين ينضمون إلى فريق يدعى الرفاق.
```
 
```

## أعمالها
| سنة  | عنوان                                  | دور             | ملاحظات |
| ---- | -------------------------------------- | --------------- | ------- |
| 2012 | The Watch                              | تشيلسي مكاليستر |         |
| 2013 | The Kings of Summer                    | كيلي            |         |
| 2014 | After the Dark                         | فيفيان          |         |
| 2016 | اBlood Father                          | ليديا لينك      |         |
| 2016 | Captain Fantastic                      | كلير ماكون      |         |
| 2016 | Within                                 | هانا الكسندر    |         |
| 2018 | The Miracle Season                     | كيلي            |         |
| 2018 | The Extraordinary Journey of the Fakir | ماري ريفير      |         |
| 2018 | Driven                                 | كاتي كونورز     |         |
| 2018 | Monster Party                          | الكسيس داوسون   |         |

| سنة  | عنوان                                  | دور                  | ملاحظات            |
| ---- | -------------------------------------- | -------------------- | ------------------ |
| 2010 | حياة واحدة للعيش                       | ويتني بينيت          | 6 حلقات            |
| 2011 | القانون والنظام: الوحدة الخاصة للضحايا | درو                  | حلقة: "Flight"     |
| 2013 | الأرملة الحمراء                        | ناتالي ورافين        | دور رئيسي; 8 حلقات |
| 2014 | محقق فذ                                | أودري هارت           | 3 حلقات            |
| 2015 | جيسيكا جونز                            | هوب شلوتمان          | دور رئيسي; 7 حلقات |
| 2019 | الرفاق                                 | آني جانيوري/ستارلايت | دور رئيسي          |

## روابط خارجية
- إيرين موريارتي على موقع IMDb (الإنجليزية)
- إيرين موريارتي على موقع ميتاكريتيك (الإنجليزية)
- إيرين موريارتي على موقع روتن توميتوز (الإنجليزية)
- إيرين موريارتي على موقع قاعدة بيانات الأفلام العربية
- إيرين موريارتي على موقع ألو سيني (الفرنسية)
- إيرين موريارتي على موقع أول موفي (الإنجليزية)
- إيرين موريارتي على موقع قاعدة بيانات الأفلام السويدية (السويدية)
- إيرين موريارتي على موقع قاعدة بيانات الفيلم (الإنجليزية)
- إيرين موريارتي على موقع ليتربوكسد (الإنجليزية)
- إيرين موريارتي على موقع كينوبويسك (الروسية)

- Erin Moriarty at تي في دوت كوم